# Afrikaspiele 2023/Handball
Bei den Afrikaspielen 2023 in der ghanaischen Hauptstadt Accra fanden vom 13. bis 22. März 2024 im Handball insgesamt zwei Wettbewerbe statt, davon je einer bei den Männern und bei den Frauen. Austragungsort war der Borteyman-Sportkomplex.

## Bilanz

### Medaillenspiegel
| Platz  | Land                         | Gold | Silber | Bronze | Gesamt |
| ------ | ---------------------------- | ---- | ------ | ------ | ------ |
| 1      | Ägypten                      | 1    | —      | —      | 1      |
| 1      | Angola                       | 1    | —      | —      | 1      |
| 3      | Demokratische Republik Kongo | —    | 2      | —      | 2      |
| 4      | Kamerun                      | —    | —      | 1      | 1      |
| 4      | Nigeria                      | —    | —      | 1      | 1      |
| Gesamt | Gesamt                       | 2    | 2      | 2      | 6      |

### Medaillengewinner
| Disziplin | Gold | Silber | Bronze |
| --------- | --- | --- | --- |
| Männer    | Ägypten | Demokratische Republik Kongo Arnold Libambu Aurélien Tchitombi Baudric Eyanga Berlin Sobtacdoug Daniel Morisho Fabrice Ebanga Frédéric Beauregard Gauthier Mvumbi Thierry Zephyrin Bouity Olivier Nyokas Mara Mukuna Marius Randriantseheno Adama Ouedraogo Pascal Mangoba Juvenal Mebombo Steeven Corneil Vianney Boy Lumaswa | Nigeria |
| Frauen    | Angola Bernardeth Belo Chelcia Cristina Dalva Peres Dolores Rosario Eliane Paulo Estefania Venâncio Isabel Guialo Juliana Machado Liliane Mario Luísa Kiala Marília Quizelete Marta Alberto Nairia Caquintas Natália Bernardo Paulina Bazolau da Silva Regina Marcos Thayany Castro Vilma Pegado Vivalda Silva | Demokratische Republik Kongo Anita Kieny Audrey Nganmogne Bernice Ndjibu Lushosho Carine Babina Christianne Mwasesa Consolatte Feza Fallone Yabon Lydia Musonda Kasangala Lyndsey Maeva Burlet Marie-José Mbuyi Mélissa Agathe Nene Mayindama Raissa Yalibi Vanessa Fehr Vanessa Moesta                                        | Kamerun Stéphanie Adibone Adjani Ngouoko Brenda-Sherryl Attisso Chantal Voulania Claire Mbong Joséphine Evague Noëlle Mben Issa Haoua Jacqueline Mispa Jacqueline Mossy Yolande Touba Sonya Marlaine Nnomo Vicky Orchelle Nyamsi Pokop Yvette Yuoh Zixfiline Zebaze |